# Scarlet (album Closterkellera)
Scarlet – czwarty studyjny album grupy muzycznej Closterkeller. Wydany został w 1995 roku przez Izabelin Studio w nakładzie 80 tys. egzemplarzy. Osiągnął status złotej płyty.
W czasopiśmie branżowym „Teraz Rock” wystawiono płycie ocenę 5 na 5.

## Lista utworów
źródło:.
1. „Dlaczego noszę broń” – 5:03
2. „California” – 4:28
3. „Tak się boję bólu” – 3:43
4. „Scarlett” – 4:02
5. „Śniło” – 4:20
6. „Phantom” – 3:32
7. „Owoce wschodu” – 4:13
8. „Coś” – 2:20
9. „Po to właśnie (Norwid)” – 3:53
10. „Temple of Time” – 3:35
11. „Tak rodzi się nienawiść” – 3:43
12. „Brylant” – 3:55
13. „Dla Jej siostry” – 5:00
14. „A ona, ona” – 7:13
15. „-” – 1:52
16. „Mogę tylko patrzeć” (bonus) – 3:53
17. „Chat” (bonus) – 3:54
18. „Tak się boję bólu (przedmix)” (bonus) – 3:44
19. „Scarlet” (videoclip) – 4:05
20. „Owoce wschodu” (videoclip) – 4:11

- Wideoklipy ukazały się tylko na reedycji wydanej w 1999 roku przez Metal Mind Productions[7]

## Twórcy
źródło:.
- Anja Orthodox – śpiew
- Paweł Pieczyński – gitara
- Michał Rollinger – instrumenty klawiszowe
- Krzysztof Najman – gitara basowa
- Piotr Pawłowski – perkusja

Gościnnie
- Michał Jelonek – skrzypce (6, 13, 14)
- Tomasz Pukacki „Titus” – śpiew (9, 10)
- Jacek Skirucha – gitara (12)
- Dariusz Ślusarczyk – konga (12)